# Emesis temesa
Emesis temesa is een vlindersoort uit de familie van de prachtvlinders (Riodinidae), onderfamilie Riodininae.
Emesis temesa werd in 1870 beschreven door Hewitson.